# Liv i luckan
Liv i luckan var SR:s julkalender 1980. Radioproducent var Gunnar Barke.

## Handling
Reportrarna Maud Nylin och Ulf Billberger besökte olika platser i Sverige, och sjöng inledningsvisan på den lokala dialekten på den plats som besöktes.
24 platser besöktes, och reportrarna berättade om dem, samt gjorde reportage från fabriker, skolor och hembygdsmuseer. I Dalarna hälsade man på en ishockeyskola för knattar, och i Småland en leksaksfabrik. I Skåne berättade Lennart Kjellgren en julsaga. I Sundsvall finns Medelpads fornhem, och där beskrevs den märkliga "skvadern", en skämtkonstruktion som är hopsatt av en hare och en tjäder. 
Den så kallade "leksaksdoktorn" i Sollefteå i Ångermanland samlar in trasiga leksaker från hela Sverige för att laga dem, och därefter delas de ut till barn som ligger på sjukhus. Resan gick också genom Dalslands kanaler, och det berättades om fornfynd i Västergötland.
Under Lucia fick lyssnarna höra barn som sjöng julsånger från Sergels torg i Stockholm, som med sin utsträckning till både Uppland och Södermanland ligger i två landskap.

## Papperskalender
Ilon Wikland illustrerade kalendern, som visar barn som har julfest i ett rum och dansar runt en julgran, medan en gammal tant spelar piano i ett hörn.

### Fotnoter
1. ↑  ”Svensk mediedatabas”. http://smdb.kb.se/catalog/search?q=%22Liv+i+luckan%22+typ%3Aradio&sort=OLDEST. Läst 5 april 2011.
2. ↑  ”Radiogodis”. Arkiverad från originalet den 11 januari 2016. https://web.archive.org/web/20160111001322/http://radiogodis.se/1980.htm. Läst 1 april 2011.
3. ↑  ”1980, Liv i luckan”. Sveriges Radio. Arkiverad från originalet den 3 augusti 2017. https://web.archive.org/web/20170803114715/http://sverigesradio.se/barn/julkalendrar/1980.stm. Läst 30 augusti 2015.
4. ↑  ”Radiogodis”. http://radiogodis.se/Img/1980a.jpg. Läst 2 april 2011.